# عصبة العمل القومي
عصبة العمل القومي هيئة سياسية تألفت 1933 في سوريا. وكان لها فروع في الاقطار العربية المجاورة، هدفها العمل على استقلال الدول العربية ووحدتها.
كان من أعضائها عبد الرازق الدندشي، وصبري العسلي، وفهمي المحايري، وزكي جبري. انضم إليها الشباب والأنصار الذين اسهموا في النضال القومي ضد حكومة الانتداب.

## أسباب سقوطها
انضمت العصبة إلى الكتلة الوطنية، بعد التوقيع على مشروع معاهدة بين سوريا وفرنسا عام 1936، ولما رفض مجلس النواب الفرنسي الموافقة على المعاهدة تألفت معارضة قومية في صفوف الكتلة الوطنية بزعامة شكرى القوتلى، مما اثر كثيرا في تحالف الجماعتين 1939 فقدت العصبة نفوذها السياسى اثناء الحرب العالمية الثانية وتسرب اعضاؤها إلى الاحزاب الأخرى أو أنشأوا أحزاباً جديدة.